# Wello
Le Wello est une des anciennes provinces éthiopiennes. Anciennement appelée Lakomelza[réf. souhaitée] et Bete Amhara, le nom de Wello vient des Oromo Wello qui s'y sont installés au XVIIe siècle. Sa capitale était Dessie. Depuis 1995, la province a été divisée entre la région Afar, la région du Tigré et la région Amhara.

## Awrajas
La province était divisée en 12 awrajas.
| Awraja        | Capitale administrative | Répartition dans les zones actuelles         |
| ------------- | ----------------------- | -------------------------------------------- |
| Ambassel      | ?                       | - Debub Wollo                                |
| Awsa          | Assayta                 | - Zone 1 (Afar) - Zone 4 (Afar)              |
| Borena        | Mekane Selam            | - Debub Wollo                                |
| Dese Zuriya   | Dessie                  | - Debub Wollo                                |
| Kalu          | Kombolcha               | - Debub Wollo - Argobba (en) - Oromia (zone) |
| Lasta         | Kumesk [réf. souhaitée] | - Semien Wollo - Wag Hemra                   |
| Raya et Kobo  | Alamata                 | - Debubawi - Semien Wollo                    |
| Wadla Delanta | Wegel Tena              | - Semien Wollo - Debub Wollo                 |
| Wag           | Sekota                  | - Wag Hemra                                  |
| Were Himeno   | Tenta                   | - Debub Wollo                                |
| Were Ilu      | Were Ilu                | - Debub Wollo                                |
| Yeja          | Weldiya                 | - Semien Wollo                               |